# Vangmuilkoppeling

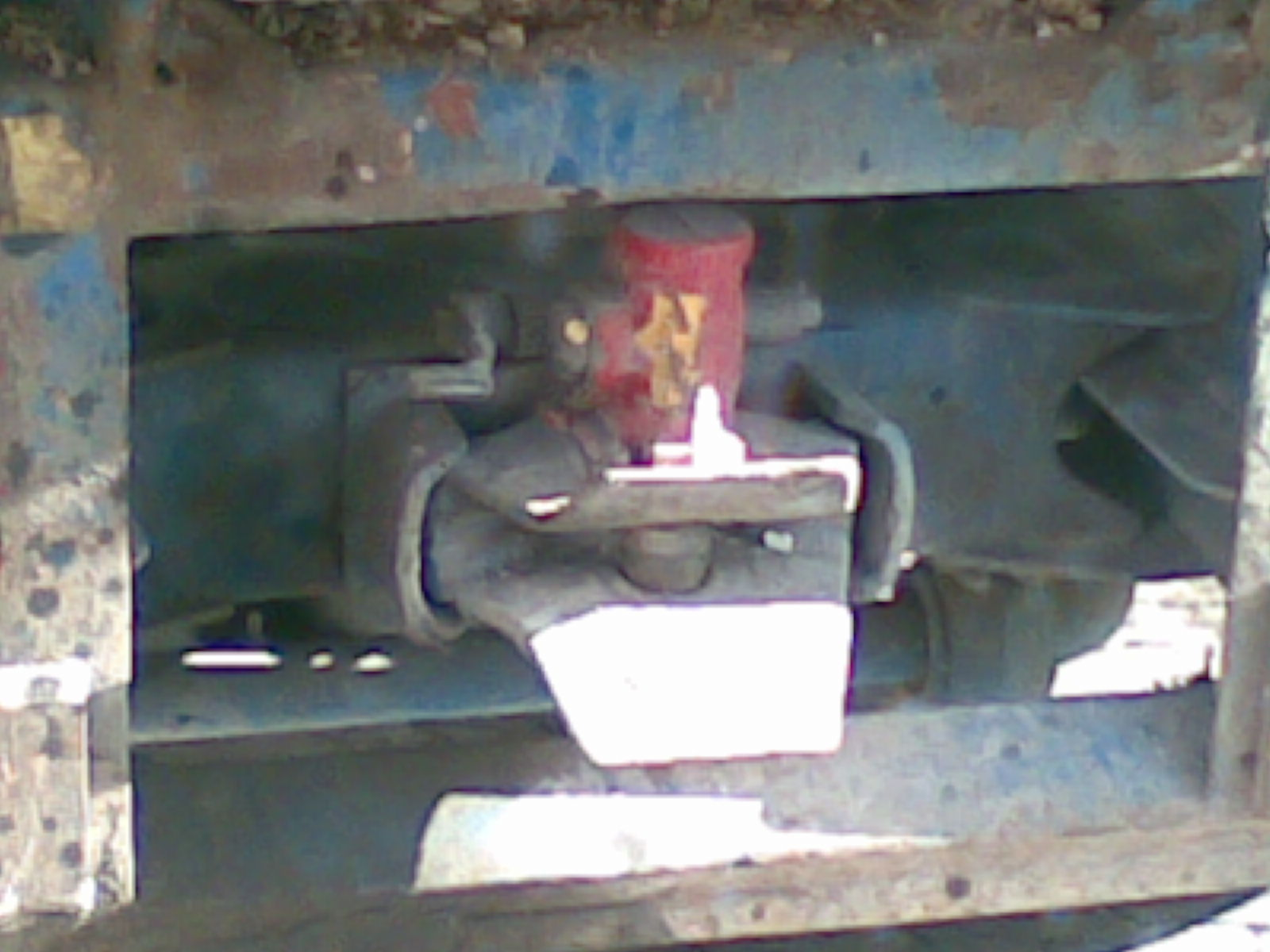
Vangmuilkoppeling

Een vangmuilkoppeling is een koppelingssysteem bij vrachtauto's en bij treinen bestemd voor onderhoud van de spoorbaan. 
Aan de achterste dwarsbalk van het chassis is de vangmuilkoppeling gemonteerd voor het aankoppelen van een volgwagen (aanhangwagen). Deze vangmuilkoppeling kan op scherp gezet worden, zodat de trekstang van de volgwagen gevangen kan worden. Na het vangen springt de pen in het oog van de trekstang en is daarmee geborgd. In het midden van het oog van de trekstang is een verdikking zodat de ruimte tussen pen en oog zo klein mogelijk is. Een te grote ruimte geeft een stootbelasting op de verbinding tussen volgwagen en truck, terwijl de kans groot is dat de volgwagen gaat slingeren. Een te grote ruimte wordt ook afgekeurd bij de APK.
Een andere manier om een volgwagen voort te bewegen met een truck is een oplegger. Om deze te koppelen wordt een koppelschotel gebruikt.